# Цветково (Крым)
Цветко́во (до 1948 года Чиче́, укр. Цвіткове, крымскотат. Çeçe, Чече) — село в Красногвардейском районе Республики Крым, входит в состав Амурского сельского поселения (согласно административно-территориальному делению Украины — Амурского сельского совета Автономной Республики Крым).

## Население
| 2001 | 2014 |
| ---- | ---- |
| 224  | ↘209 |

Всеукраинская перепись 2001 года показала следующее распределение по носителям языка
| Язык             | Процент |
| ---------------- | ------- |
| русский          | 64.73   |
| крымскотатарский | 20.09   |
| украинский       | 14.73   |

### Динамика численности
| - 1805 год — 52 чел. - 1864 год — 5 чел. - 1889 год — 95 чел. - 1892 год — 49 чел. - 1902 год — 42 чел. - 1915 год — 0/62 чел. | - 1926 год — 257 чел. - 1939 год — 165 чел. - 1989 год — 178 чел. - 2001 год — 224 чел. - 2009 год — 219 чел. - 2014 год — 209 чел. |

## Современное состояние
На 2017 год в Цветково числится 4 улицы; на 2009 год, по данным сельсовета, село занимало площадь 32 гектара на которой, в 77 дворах, проживало 219 человек. В селе действует фельдшерско-акушерский пункт, работает ООО СХП «Октябрьский инкубатор», фермерские хозяйства. Цветково связано автобусным сообщением с райцентром и соседними населёнными пунктами.

## География
Цветково — село в центре района, в степном Крыму, высота центра села над уровнем моря — 78 м. Соседние сёла: пгт Октябрьское в 2 км на юг (там же ближайшая железнодорожная станция Элеваторная — примерно в 5,5 километрах) и Полтавка в 3,5 км на север. Расстояние до райцентра — около 23 километров (по шоссе). Транспортное сообщение осуществляется по региональной автодороге 35Н-251 от шоссе 35А-002 «граница с Украиной — Симферополь — Алушта — Ялта» (по украинской классификации — С-0-10640).

## История
Первое документальное упоминание села встречается в Камеральном Описании Крыма… 1784 года, судя по которому, в последний период Крымского ханства Чече входило в Ашага Ичкийский кадылык Акмечетского каймаканства. После присоединения Крыма к России (8) 19 апреля 1783 года, (8) 19 февраля 1784 года, именным указом Екатерины II сенату, на территории бывшего Крымского Ханства была образована Таврическая область и деревня была приписана к Перекопскому уезду. После Павловских реформ, с 1796 по 1802 год, входила в Акмечетский уезд Новороссийской губернии. По новому административному делению, после создания 8 (20) октября 1802 года Таврической губернии, Чече был включён в состав Кучук-Кабачской волости Перекопского уезда.
По Ведомости о всех селениях в Перекопском уезде состоящих с показанием в которой волости сколько числом дворов и душ… от 21 октября 1805 года, в деревне Чече числилось 9 дворов и 52 жителя, исключительно крымских татар. На военно-топографической карте генерал-майора Мухина 1817 года деревня Шиши обозначена с 8 дворами. После реформы волостного деления 1829 года Чече, согласно «Ведомости о казённых волостях Таврической губернии 1829 года», отнесли к Агъярской волости (пепеименованной из Кучук-Кабачской).
На карте 1836 года в деревне 6 дворов, а на карте 1842 года Чече обозначена условным знаком «малая деревня», то есть, менее 5 дворов.
В 1860-х годах, после земской реформы Александра II, деревню приписали к Григорьевской волости того же уезда. Согласно «Памятной книжке Таврической губернии за 1867 год», деревня Чече была покинута жителями в 1860—1864 годах, в результате эмиграции крымских татар, особенно массовой после Крымской войны 1853—1856 годов, в Турцию и оставалась в развалинах. В «Списке населённых мест Таврической губернии по сведениям 1864 года», составленном по результатам VIII ревизии 1864 года, Чече — владельческая деревня с 1 двором и 5 жителями при колодцах. На трёхверстовой карте 1865—1876 года в деревне обозначено 4 двора. В «Памятной книге Таврической губернии 1889 года», по результатам Х ревизии 1887 года записан Чече, с 15 дворами и 95 жителями. Когда село опустело и в него поселили крымских немцев меннонитов, из доступных источников пока не установлено (вероятно, это произошло в конце XIX века).
После земской реформы 1890 года, Чече отнесли к Бютеньской волости. Согласно «…Памятной книжке Таврической губернии на 1892 год», в деревне Чече, находившейся в частном владении, было 49 жителей в 9 домохозяйствах. По «…Памятной книжке Таврической губернии на 1902 год» в деревне числилось 42 жителя в 3 домохозяйствах. По Статистическому справочнику Таврической губернии. Ч.II-я. Статистический очерк, выпуск пятый Перекопский уезд, 1915 год, на хуторе Чече Бютеньской волости Перекопского уезда числилось 6 дворов (все дворы с землёй) с немецким населением в количестве 62 человек только «посторонних» жителей, из которых 36 мужчин и 26 женщин. Жители владели 709 десятинами удобной земли. В хозяйствах имелось 41 лошадь, 67 волов, 24 коровы и 42 головы мелкого скота.
После установления в Крыму Советской власти и учреждения 18 октября 1921 года Крымской АССР, в составе Симферопольского уезда был образован Биюк-Онларский район, в состав которого включили село. В 1922 году уезды получили название округов. 11 октября 1923 года, согласно постановлению ВЦИК, в административное деление Крымской АССР были внесены изменения, в результате которых был ликвидирован Биюк-Онларский район и село включили в состав Симферопольского. Согласно Списку населённых пунктов Крымской АССР по Всесоюзной переписи 17 декабря 1926 года, в селе Чече, Биюк-Онларского сельсовета Симферопольского района, числилось 15 дворов, все крестьянские, население составляло 65 человек, из них 58 немцев, 6 украинцев, 1 русский. Постановлением КрымЦИКа от 15 сентября 1930 года был вновь создан Биюк-Онларский район (указом Президиума Верховного Совета РСФСР № 621/6 от 14 декабря 1944 года переименованный в Октябрьский), теперь как национальный (лишённый статуса национального постановлением Оргбюро ЦК КПСС от 20 февраля 1939 года) немецкий, село включили в его состав. По данным всесоюзной переписи населения 1939 года в селе проживало 165 человек. Вскоре после начала Великой Отечественной войны, 18 августа 1941 года крымские немцы были выселены, сначала в Ставропольский край, а затем в Сибирь и северный Казахстан.
После освобождения Крыма от фашистов в апреле, 12 августа 1944 года было принято постановление № ГОКО-6372с «О переселении колхозников в районы Крыма» и в сентябре 1944 года в район приехали первые новоселы (57 семей) из Винницкой и Киевской областей, а в начале 1950-х годов последовала вторая волна переселенцев из различных областей Украины. С 25 июня 1946 года Чиче в составе Крымской области РСФСР. Указом Президиума Верховного Совета РСФСР от 18 мая 1948 года, Чиче переименовали в Цветково. 26 апреля 1954 года Крымская область была передана из состава РСФСР в состав УССР. Время включения в Амурский сельсовет пока не установлено: на 15 июня 1960 года село уже числилось в его составе.
Указом Президиума Верховного Совета УССР «Об укрупнении сельских районов Крымской области», от 30 декабря 1962 года, Октябрьский район был упразднён и Цветково присоединили к Красногвардейскому району. По данным переписи 1989 года в селе проживало 178 человек. С 12 февраля 1991 года село в восстановленной Крымской АССР, 26 февраля 1992 года переименованной в Автономную Республику Крым. С 21 марта 2014 года в составе Крыма аннексировано Россией.